# Dublin (Texas)
Dublin ist eine Stadt im Erath County im US-Bundesstaat Texas. Das U.S. Census Bureau hat bei der Volkszählung 2020 eine Einwohnerzahl von 3.359 ermittelt.
Hier steht der älteste Abfüllbetrieb von Dr Pepper.

## Geographie
Die Stadt liegt am U.S. Highway 67 im Südwesten des Countys, etwas nordöstlich des geografischen Zentrums von Texas.

## Geschichte
Der Ort wurde 1854 von A. H. Dobkins gegründet und wahrscheinlich nach dessen Heimatstadt in Irland benannt.

## Demografische Daten
Nach der Volkszählung im Jahr 2000 lebten hier 3.754 Menschen in 1.309 Haushalten und 920 Familien. Die Bevölkerungsdichte betrug 425,1 Einwohner pro km². Ethnisch betrachtet setzte sich die Bevölkerung zusammen aus 80,42 % weißer Bevölkerung, 0,24 % Afroamerikanern, 0,91 % amerikanischen Ureinwohnern, 0,11 % Asiaten, 0,03 % Bewohnern aus dem pazifischen Inselraum und 16,25 % aus anderen ethnischen Gruppen. Etwa 2,05 % waren gemischter Abstammung und 29,62 % der Bevölkerung waren spanischer oder lateinamerikanischer Abstammung.
Von den 1.309 Haushalten hatten 39,8 % Kinder unter 18 Jahre, die im Haushalt lebten. 53,4 % davon waren verheiratete, zusammenlebende Paare. 11,7 % waren allein erziehende Mütter und 29,7 % waren keine Familien. 26,2 % aller Haushalte waren Singlehaushalte und in 14,7 % lebten Menschen, die 65 Jahre oder älter waren. Die Durchschnittshaushaltsgröße betrug 2,78 und die durchschnittliche Größe einer Familie belief sich auf 3,38 Personen.
32,4 % der Bevölkerung waren unter 18 Jahre alt, 8,9 % von 18 bis 24, 25,6 % von 25 bis 44, 17,5 % von 45 bis 64, und 15,5 % die 65 Jahre oder älter waren. Das Durchschnittsalter war 32 Jahre. Auf 100 weibliche Personen aller Altersgruppen kamen 90,9 männliche Personen. Auf 100 Frauen im Alter von 18 Jahren und darüber kamen 86,2 Männer.

Das jährliche Durchschnittseinkommen eines Haushalts betrug 24.397 USD, das Durchschnittseinkommen einer Familie 27.880 USD. Männer hatten ein Durchschnittseinkommen von 27.798 USD gegenüber den Frauen mit 16.786 USD. Das Prokopfeinkommen betrug 11.724 USD. 31,5 % der Bevölkerung und 28,1 % der Familien lebten unterhalb der Armutsgrenze. Davon waren 41,1 % Kinder und Jugendliche unter 18 Jahren und 10,3 % waren 65 oder älter.

## Söhne und Töchter der Stadt
- Ben Hogan (1912–1997), Golfspieler
- Johnny Duncan (1938–2006), Country-Sänger und ein Cousin des Musikers Dan Seals